# 希特 (伊利諾伊州拉薩爾縣)
希特（英語：Hitt）是位於美國伊利諾伊州拉薩爾縣的一個非建制地區。該地的面積和人口皆未知。

## 地理
希特的座標為41°19′00″N 88°51′22″W / 41.31667°N 88.85611°W，而該地的平均海拔高度為183米（即600英尺）。